# A Woman to Remember
A Woman to Remember – jedna z pierwszych telewizyjnych oper mydlanych, emitowana w DuMont Television Network od 21 lutego do 15 lipca 1949 r. Twórcą serialu był John Haggart, który zajmował się także pisaniem do niego scenariusza.

## Obsada
- Patricia Wheel jako Christine Baker[1]
- Joan Catlin jako Carol Winstead
- John Raby jako Steve Hammond
- Frankie Thomas(inne języki) jako Charley Anderson
- Ruth McDevitt jako Bessie Thatcher
- Mona Bruns